# 如意輪觀音陀羅尼
如意輪觀音陀羅尼，又稱如意寶輪王陀羅尼、大蓮華峰金剛秘密如意輪咒、觀自在菩薩如意心陀羅尼，是佛教如意輪觀音的真言，此咒能使眾生所求如意圓滿「能於一切所求之事，隨心饒益，皆得成就」，在十小咒中列於第一篇，是觀音菩薩的真言之一。

## 真言咒語
身咒：「南謨佛馱耶　南謨達摩耶　南謨僧伽耶　南謨觀自在菩薩摩訶薩　具大悲心者　怛姪他　唵斫羯羅伐底　震多末尼謨訶　鉢蹬謎　嚕嚕底瑟他　篅(聲同入)攞痾羯利沙也　吽發莎訶」
心咒：「菴鉢踏摩　震多末尼　篅攞吽」
隨心咒：「菴跋剌陀　鉢亶謎吽」